# 猿渡常安
猿渡 常安 (さるわたり つねやす、1849年 - 1899年)は、明治時代の医者。渋沢栄一の主治医。姓は菅沼。高島藩士・菅沼豊八の次男。

## 人物
信濃国諏訪郡（現長野県諏訪市）に生まれる。宮内省侍医猿渡盛雅の養子となる。東京市神田錦町で医院を開業する。栄一の妻、千代がコレラを患った際は診察にあたった 。墓所は谷中霊園。